# Nicole Krizová
Nicole Krizová (* 13. prosince 1983, Bankstown, Nový Jižní Wales, Austrálie) je současná australská profesionální tenistka. Její nejvyšší postavení na žebříčku WTA ve dvouhře bylo 332. místo (4. srpen 2008) a ve čtyřhře 104. místo (9. červenec 2007). Na okruhu WTA zatím žádný turnaj nevyhrála, ale na okruhu ITF již získala 25 titulů (2 ve dvouhře a 23 ve čtyřhře).

## Finálové účasti na turnajích WTA (1)

### Čtyřhra - prohry (1)
| Legenda                     |
| Kategorie International (1) |

| Č. | Datum         | Turnaj            | Povrch | Partnerka           | Vítězky                        | Výsledek |
| 1. | 27. září 2009 | Soul, Jižní Korea | tvrdý  | Carly Gullicksonová | Čan Jung-žan Abigail Spearsová | 6-3, 6-4 |

## Tituly na okruhu ITF

### Dvouhra - výhry (2)
- 2008 - $25 000 Berri, Austrálie
- 2003 - $10 000 Rebecq, Belgie

### Čtyřhra - výhry (23)
- 2009 - $25 000 Hamanako, Japonsko spoluhráčka:  Carly Gullicksonová
- 2009 - $25 000 Darwin, Austrálie spoluhráčka:  Alicia Moliková
- 2009 - $25 000 Koksijde, Belgie spoluhráčka:  Shannon Goldsová
- 2009 - $25 000 Charkov 3, Ukrajina spoluhráčka:  Monique Adamczaková
- 2009 - $50 000 Charlottesville, USA spoluhráčka:  Carly Gullicksonová
- 2008 - $50 000 Vancouver, Kanada spoluhráčka:  Carly Gullicksonová
- 2008 - $50 000 Allentown, USA spoluhráčka:  Carly Gullicksonová
- 2008 - $25 000 Mildura, Austrálie spoluhráčka:  Marina Erakovićová
- 2008 - $25 000 Berri, Austrálie spoluhráčka:  Marina Erakovićová
- 2007 - $25 000 Pelham, USA spoluhráčka:  Carly Gullicksonová
- 2006 - $10 000 Fort Worth, USA spoluhráčka:  Christina Fusanová
- 2006 - $25 000 Hamilton, Kanada spoluhráčka:  Story Tweedie-Yatesová
- 2006 - $25 000 Vancouver, Kanada spoluhráčka:  Story Tweedie-Yatesová
- 2006 - $50 000 Troy, USA spoluhráčka:  Leanne Bakerová
- 2006 - $25 000 Augusta, USA spoluhráčka:  Leanne Bakerová
- 2004 - $10 000 Yarrawonga 2, Austrálie spoluhráčka:  Emily Hewsonová
- 2002 - $10 000 Benalla, Austrálie spoluhráčka:  Sarah Stoneová
- 2002 - $10 000 Bendigo, Austrálie spoluhráčka:  Sarah Stoneová
- 2002 - $10 000 Dublin, Irsko spoluhráčka:  Anna Hawkinsová
- 2002 - $10 000 Westende, Belgie spoluhráčka:  Leslie Butkiewiczová
- 2002 - $25 000 Glasgow, Skotsko spoluhráčka:  Kim Kilsdonková
- 2000 - $10 000 Raleigh, USA spoluhráčka:  Eugenia Subbotinová
- 2000 - $10 000 Greenville, USA spoluhráčka:  Eugenia Subbotinová

## Postavení na žebříčku WTA na konci roku

### Dvouhra
| Rok    | 2000 | 2001   | 2002   | 2003   | 2004   | 2005 | 2006   | 2007   | 2008   | 2009 |
| Pořadí | 797. | ▲ 664. | ▲ 568. | ▲ 444. | ▼ 515. | ▼ x  | ▲ 419. | ▼ 493. | ▲ 371. | ▼ x  |

### Čtyřhra
| Rok    | 2001 | 2002   | 2003   | 2004   | 2005   | 2006   | 2007   | 2008   | 2009   |
| Pořadí | 513. | ▲ 353. | ▲ 325. | ▲ 238. | ▼ 714. | ▲ 172. | ▲ 144. | ▼ 191. | ▲ 119. |